# Johnny Tyler
Johnny Tyler (* 6. Februar 1918 in Arkansas als Lehman Monroe Tyler; † 25. September 1961 in Missouri) war ein US-amerikanischer Country-Musiker. Sein bekanntester Titel ist Okie Boogie. Tyler gehörte stilistisch zum Country Boogie.

## Leben

### Karriere in den 1940er Jahren
Seine Karriere startete Tyler um 1945 bei Stanchel Records mit der Band Original Hillbillies. 1947 unterschrieb er einen Plattenvertrag bei RCA Victor, wo er seine größten Erfolge während seiner Karriere hatte. Sein bekanntestes Stück ist der Okie Boogie, ein Hillbilly-Boogie-Song, der sich gut in den Billboard Charts platzierte. Der Song wurde am 29. Januar 1947 aufgenommen und im selben Jahr veröffentlicht. Neben weiteren Singles wie Old McDonald’s Boogie, I Never See My Girl Alone oder Jealous Blues spielte Tyler auch mit Luke Wills acht Platten ein. Tyler war für einige Zeit auch Mitglied in Wills’ Band, den Rhythm Busters. Während dieser ganzen Zeit wohnte und arbeitete Tyler in Hollywood, Kalifornien. Tylers Band bestand aus verschiedenen Personen. Ständige Begleiter waren unter anderem George Chumura (Gitarre) und Richard A. Hamilton (Gitarre).

### Karriere in den 1950er Jahren und Tod
1953 begann er in Atlanta, Georgia bei dem Radiosender WGST aufzutreten. Er wurde Mitglied in der Band Jimmie Smith and his Texans, die abendliche Auftritte in der Joe Cotton Rhythm Ranch bestritten. Gleichzeitig spielte er einige Singles bei Specialty ein. 1954 war er neben regelmäßigen Auftritten bei WGST auch im WSB Barn Dance zu hören, bei dem Jimmy Smith und seine Band Mitglied war. Seine letzten Platten spielte Tyler bei Ekko und Starday ein, darunter Lie To Me, Baby. Dieselbe Single wurde 1960, ein Jahr vor seinem Tod, bei Rural Rhythm neu veröffentlicht.
Johnny Tyler verstarb 1961 im Alter von nur 43 Jahren. 2006 wurde eine CD mit seinen RCA-Titeln herausgegeben.

## Diskografie
Fargo 1114 Nobody’s Fool / Rose of the Alamo, erschienen als Vic Bias’ Panhandle Playboys, ist möglicherweise von Johnny Tyler.
| Jahr                 | Titel                                                                | #    | Anmerkungen                                             |
| -------------------- | -------------------------------------------------------------------- | ---- | ------------------------------------------------------- |
| Stanchel Records     |                                                                      |      |                                                         |
| 1945                 | Oakie Boogie / Yes I Do                                              | 101  | als „Johnny Tyler and Riders of the Rio Grande“         |
|                      | Troubles On Your Mind / Dora Darlin’                                 | 102  | als „Johnny Tyler and Riders of the Rio Grande“         |
| Fargo Records        |                                                                      |      |                                                         |
|                      | Please My Darling Think of Me / Give Me Back My Heart                |      | als „Johnny Tyler and his Riders of the Rio Grande“     |
|                      | This Troubled Mind (O Mine) / I Didn’t Think This Could Happen to Me | 1110 | unter dem Pseudonym Rocky Ship and his Prairie Pioneers |
|                      | I Can’t Trust You Now / If I Knew Just Where You Are Tonight         | 1113 | als Johnny Tyler’s Riders of the Rio Grande             |
| RCA Victor           |                                                                      |      |                                                         |
| 1947                 | So Round, So Firm, So Fully Packed / New Pretty Blonde               |      | als „Johnny Tyler and Riders of the Rio Grande“         |
| 1947                 | Okie Boogie / Rockin' Chair Money                                    |      |                                                         |
| 1947                 | Okie Boogie / Texas Red                                              |      |                                                         |
| 1947                 | I Don’t Know Where to Go But I’m Goin‘ / Behind the Eight Ball       |      |                                                         |
| 1947 (?)             | City of Memphis / Oh How You Lied                                    |      |                                                         |
| 1948 (?)             | Peppin' Through the Keyhole / Wild and Wicked Look                   |      |                                                         |
| 1948 (?)             | Tell a Woman / Can’t Get the Foot Off the Rail                       |      |                                                         |
| 194?                 | Old McDonald’s Boogie / Swamp Woman                                  |      |                                                         |
| 194?                 | Fiddlin’ Lance / Find'em, Fool’em and Forget’em                      |      |                                                         |
| 194?                 | Little Rock, Arkansas / Cornbread and Butterbeans                    |      |                                                         |
| 1949                 | I Never See My Gal Again / Jealous Blues                             |      |                                                         |
| Specialty Records    |                                                                      |      |                                                         |
| 1953                 | Take Your Blues and Go / A Sinner’s Song                             |      |                                                         |
| Ekko Records         |                                                                      |      |                                                         |
| 1955                 | Devil’s Hot Rod / Words You Forgot to Say                            | 1000 |                                                         |
| 1955                 | Ship with the Golden Sail / Where You Gonna Hide                     | 1001 |                                                         |
| 1955                 | Where You Gonna Hide / Ship With the Golden Sail                     | 1002 | Wiederveröffentlichung                                  |
| Starday Records      |                                                                      |      |                                                         |
| 1956                 | Lie to Me, Baby / County Fair                                        |      |                                                         |
| Rural Rhythm Records |                                                                      |      |                                                         |
| 1960                 | Lie to Me, Baby / County Fair                                        |      |                                                         |
| 1960                 | God’s Gonna Turn Us to Dust / Coal Miner                             |      |                                                         |